# Андреева, Наталья Михайловна
Ната́лья Миха́йловна Андре́ева (урождённая Королёва; 1826 — 1910, Москва) — русская предпринимательница и меценат, купчиха 1-й гильдии московского региона. Потомственная почётная гражданка.

## Биография
Наталья Михайловна Королёва родилась в 1826 году.
Дед (по отцовской линии) — Леонтий Кириллович Королёв (1793—1850). Переселился в Москву из деревни Горки Тверской губернии, которая с XVII века была известна кожевенным производством. В Москве Королёвы занялись изготовлением кожаной обуви, в 1825 году Леонтий Королёв перешёл из мещан в московское купечество.
Отец — Михаил Леонтьевич Королёв (1806—1876), купец первой гильдии, коммерции советник, потомственный почётный гражданин (1863). Московский городской голова (1861—1863).
В 16 лет Наталья Королёва вышла замуж за Алексея Андреева. Он был владельцем небольшой лавки колониальных товаров, которая впоследствии разрослась до известного по всей России «Магазина А. В. Андреева». Этот магазин находился на Тверской улице (там же была гостиница Андреевых «Дрезден»), в 5 минутах ходьбы от Брюсова переулка прямо напротив дома генерал-губернатора (ныне здание мэрии Москвы). Большую часть двора на улице Брюсова, 19, занимал железный навес, под которым хранились товары для магазина. Рядом с воротами стояло двухэтажное каменное здание под названием «фабрика», где хранились и фасовались более деликатные товары — китайский чай, сахар.

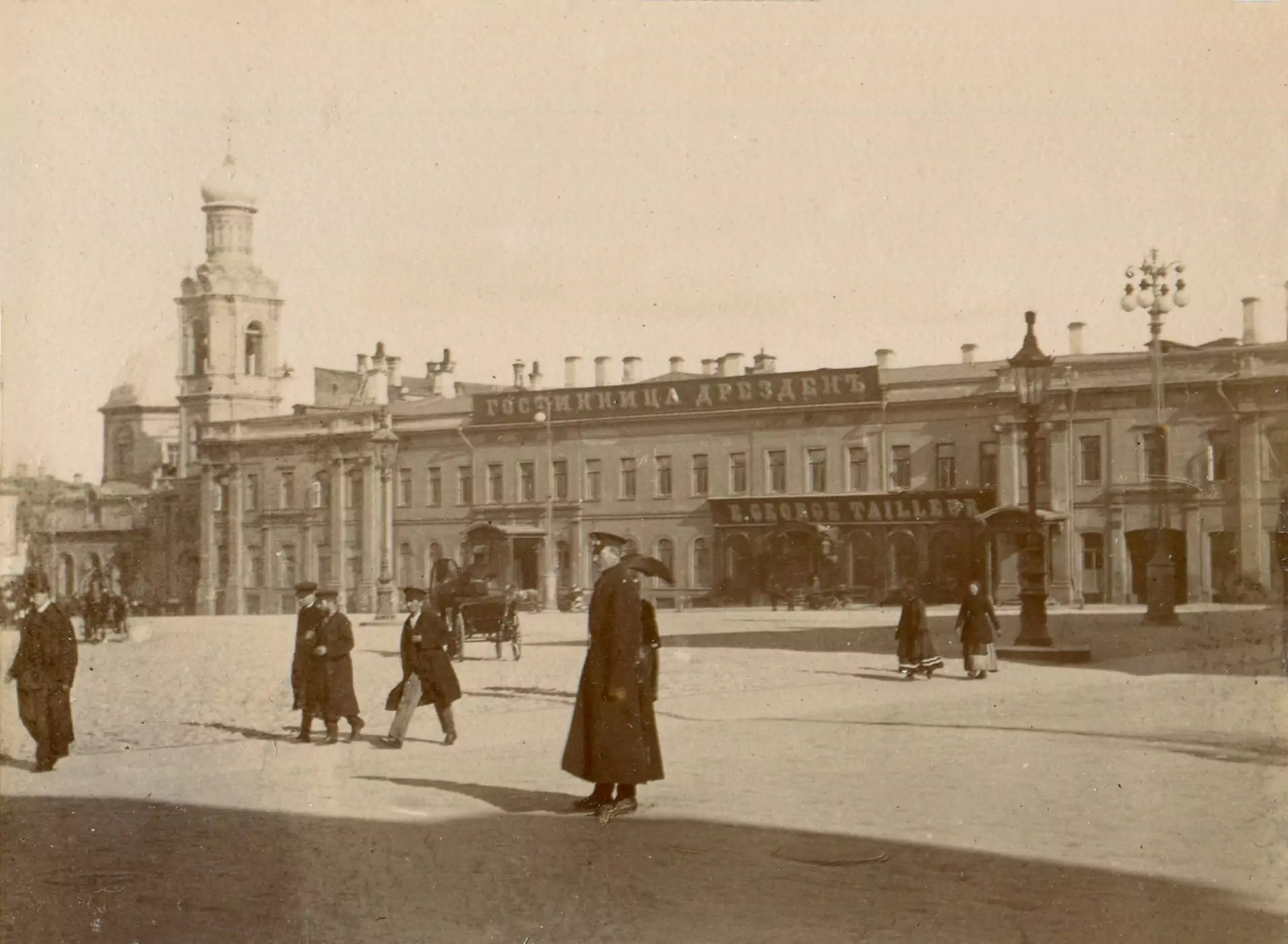
Гостиница «Дрезден». Фото 1897—1899 годов

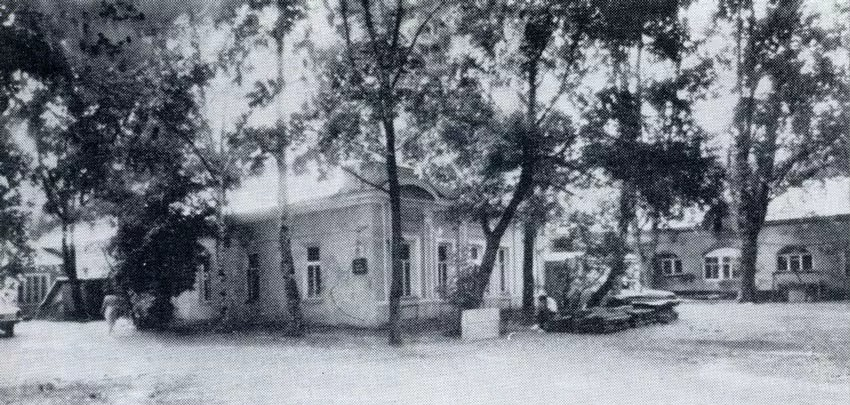
Брюсов переулок. Особняк гастронома Андреева. Фото 1889 года

Гостиница Андреевых «Дрезден» пользовалась большой популярностью у гостей. Здесь любили останавливаться такие известные личности как хирург Н. И. Пирогов, писатели И. С. Тургенев и А. Н. Островский, поэт Н. А. Некрасов, немецкий композитор Роберт Шуман. Дважды останавливался А. П. Чехов, именно в этой гостинице он встретился с Максимом Горьким и К. С. Станиславским. Художник В. И. Суриков провёл последний год своей жизни и умер в одном из номеров в «Дрездене».
В 1850-е годы фирма семьи Натальи «Королёв Михаил Леонтьевич» по производству и продаже обуви стала одной из крупнейших в России. После смерти деда и отца Наталья Андреева в 1876 году возглавила торговый дом, где «сама вела дела, во всё вникала и всем распоряжалась».
Семейные традиции благотворительности заложил также отец Натальи Андреевой Михаил. После смерти родителей Наталья Андреева стала попечительницей Александро-Мариинского Замоскворецкого училища. Её дочь Екатерина Бальмонт писала в мемуарах следующее:
Нас, детей, возили туда ежегодно на акты, а мы смотрели, как мать раздавала лучшим ученикам похвальные листы и подарки – книги и конфеты.
После смерти супруга Натальи Алексея Васильевича Андреева в 1876 году дела магазина настолько пошатнулись, что Наталья Михайловна решила его ликвидировать. Дом на углу Тверской и гостиница «Дрезден» были проданы, фабрика и склад во дворе были уничтожены. На их месте в 1881 году М. К. Геппенер, помощник архитектора А. С. Каминского, один из кавалеров старших сестёр Андреевых, построил двухэтажный доходный дом, состоящий из четырёх квартир, выходящих на переулок, и два небольших особняка.
Овдовев в свои 44 года, Наталья находила утешение в паломничествах в Звенигороде, Волоколамске, Сергиеве Посаде. Она щедро жертвовала Троице-Сергиевой лавре на храмы. Всегда одетая зимой в облегающее чёрное шерстяное платье, а летом в белое платье из китайского шёлка, Наталья Андреева посещала Лавру вместе с младшими детьми и учила их раздавать милостыню. Дочь Екатерина писала об этом в «Воспоминаниях» следующим образом:
Мы шли по широким плитам мимо сидящих по краям дороги нищих, убогих, калек, слепых, которые выставляли свои культяпки вместо ног и другие язвы и раны. У нас в руке были зажаты медяки, и мы опускали их в чашечки, стоящие рядом с ними.
Наталья Андреева выделяла деньги на строительство двух школ, находящихся на родине её отца Михаила в память о нём: в селе Горки и в близлежащем селе Талдом. Оказывала финансовую помощь местному храму. Часть семейной библиотеки была передана в народную библиотеку-читальню имени великой княжны Ольги Николаевны, основанную в 1894 году.
В 1902 году на средства Андреевой в Москве был построен дом бесплатных квартир для вдов и сирот, получивший название «Вдовий дом». Приют был назван в честь родителей Натальи Михайловны — Михаила и Татьяны Королёвых, увековечив таким образом их память.

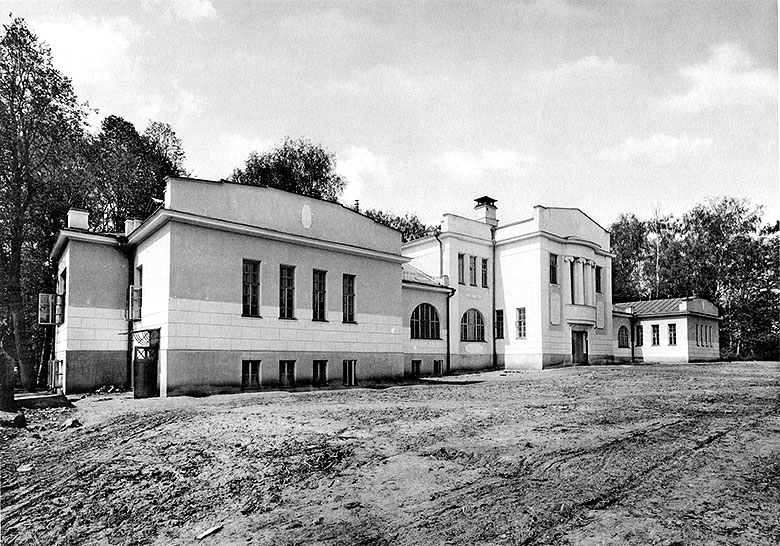
Преображенская психиатрическая больница. Фото 1913 года

Умерла в 1910 году и была похоронена в фамильном склепе на Даниловском кладбище. Она завещала 100 тысяч рублей на устройство «учебного заведения, имеющего целью подготовлять лиц для педагогической деятельности» и 100 тысяч рублей на постройку нового корпуса Преображенской психиатрической больницы.
Педагогические курсы, спонсированные Натальей, проводились Городским народным университете имени Шанявского в 1912 году. На пожертвование Андреевой построили крыло здания университета, где разместились учебные аудитории.
В 1911 году по завещанию Натальи Андреевой Московская городская дума приняла 200 тысяч рублей на благотворительность в память о родителях Натальи — Михаиле и Татьяне Королёвых.

## Личная жизнь
Муж — Алексей Васильевич Андреев (1829 — 12 июня 1876), купец второй, затем первой гильдии, потомственный почётный гражданин, торговец чаем и колониальным товаром (кофе, пряности, рис, вина).
По воспоминаниям близких, после свадьбы юная красавица Наталья приехала в дом своего мужа с куклой в руках и потом ещё играла с ней в саду. Когда Наталье было 17 лет, у пары родился первый ребёнок. Позже родились ещё 4 мальчика и ещё 7 девочек (последнего ребёнка Андреева родила в 42 года). Всего у Андреевых было 12 детей, двое из которых умерли в младенчестве от крупа. Из 12 детей восьмерых старших детей Наталья кормила сама, а для младших четверых была приглашена кормилица.
Жизнь семьи не была похожа на купеческую, описанную в пьесах А. Н. Островского («Жизнь людей рядовых идёт глаже, тусклее и счастливее»). Принципы воспитания отражали неразлучный и порой суровый характер Натальи Андреевой. Она приучала детей с раннего возраста к труду — летом каждому ребёнку на даче выделяли грядку для посадки цветов или овощей. Позже Наталья стремилась к тому, чтобы дети приобрели профессиональные знания. Образованию придавалось огромное значение, поскольку Наталья Михайловна была убеждена, что знания крайне необходимы, чтобы дети могли сами зарабатывать на жизнь. По словам внучки Андреевой, художницы Маргариты Сабашниковой-Волошиной:
Бабушка… едва умела читать и писать… но её дети – мои тетки и дяди – получили блестящее образование. Все четыре сына учились в университете, шесть дочерей брали уроки у тех же университетских профессоров и в совершенстве владели тремя-четырьмя иностранными языками.
Старшая дочь Александра с юности вела бухгалтерию семейного обувного предприятия.
Дети Натальи Андреевой следовали примеру матери по части благотворительности. Во время голода 1891 года они организовали помощь голодающи, собрав деньги, купив муки и капусты для отправки в раздаточные пункты, учреждённые дочерьми Льва Толстого в Епифанском уезде Тульской губернии. Старший сын Василий был попечителем Сухаревской городской начальной школы в Москве. Её дочь Екатерина, ученица Высших женских курсов, вместе с одноклассницами вела занятия с девушками, работающими в воскресных школах, приобщала их к чтению и водила на экскурсии в Третьяковскую галерею.